# Аријанство
Аријанство је христолошко учење које је проповедао Арије, свештеник у Александрији у Египту. Арије је рођен у Либији и био је ученик Антохијске богословске школе где прво постаје ђакон, а касније и свештеник.
Суштина његовог учења се састојала у разликовању Бога као творца и Христа као божјег створења, што се косило са учењем о светој Тројици. Христа је тумачио као првог и најсавршенијег створа Божијег, који не може да буде једнак Творцу. Зато је православна црква аријанство сматрала за јерес. Арије је сматрао да Христос није исто што и Бог, већ да је он син Божји, којег је Бог створио. „Бог није одувек био Отац; постојало је време када је био сам, и када још увек није био Отац: касније је постао. Син није био одувек, он је постао ни из чега“. Аријанци нису сматрали Христа за обичног човека, већ првим и најсавршенијим створењем Божијим.
Аријанство је прерасло у цркву која се издавала као једина истинита. Цар Констанције II (337–361), који је водио послове хришћанске цркве у Римском царству, је често стајао на страну Аријанаца. Под притиском цара, Атанасије је поново свргнут на саборима у Арлу 353. и у Милану 355. године. Почетком 356. је у Александрију послат војсковођа Сиријан са налогом да ухапси Атанасија, али се он склонио у пустињу. Александријску катедру је заузео нови епископ Георгије, а за извесно време Александрија је постала аријански центар. У њој своју проповед започињу Аетије и Евномије. Цар Констанције II је а 359. године сазвао аријански сабор у Равени, а наредне 360. године одржан је још један сабор, у Цариграду. Византијски цар Валенс (364–378) је такође био аријанац.
Аријанство је била прва велика христолошка јерес која је угрожавала православну веру, због чега је био сазван Први васељенски сабор где су Арије и аријанци осуђени као јеретици.
Аријанство је постало прво хришћанско веровање преобраћених Германа. Епископ Вулфила био је аријанац и ревносно је ширио аријанско схватање хришћанства међу својом браћом по вери. Међу аријанцима било је толерантних хришћана попут Агиле, који је свом саговорнику Григорију из Тура, пошто је овај тврдио да је Аријева смрт доказ лажног учења, смирено одговорио: „Не хули учење које није твоје. Ми са наше стране, иако не верујемо у оно у шта ви верујете, ипак не хулимо. Ми, наиме, не сматрамо злочином ако се верује овако или онако.”